# Les Souhesmes-Rampont
Les Souhesmes-Rampont ist eine französische Gemeinde mit 321 Einwohnern (Stand: 1. Januar 2022) im Département Meuse in der Region Grand Est (vor 2016 Lothringen). Sie gehört zum Arrondissement Verdun und zum Kanton Dieue-sur-Meuse.

## Lage
Die Gemeinde liegt am Flüsschen Vadelaincourt, einem Zufluss der Cousances. Zur Gemeinde zählen auch die Dörfer Souhesme-la-Grande, Souhesme-la-Petite und Rampont.

## Bevölkerungsentwicklung

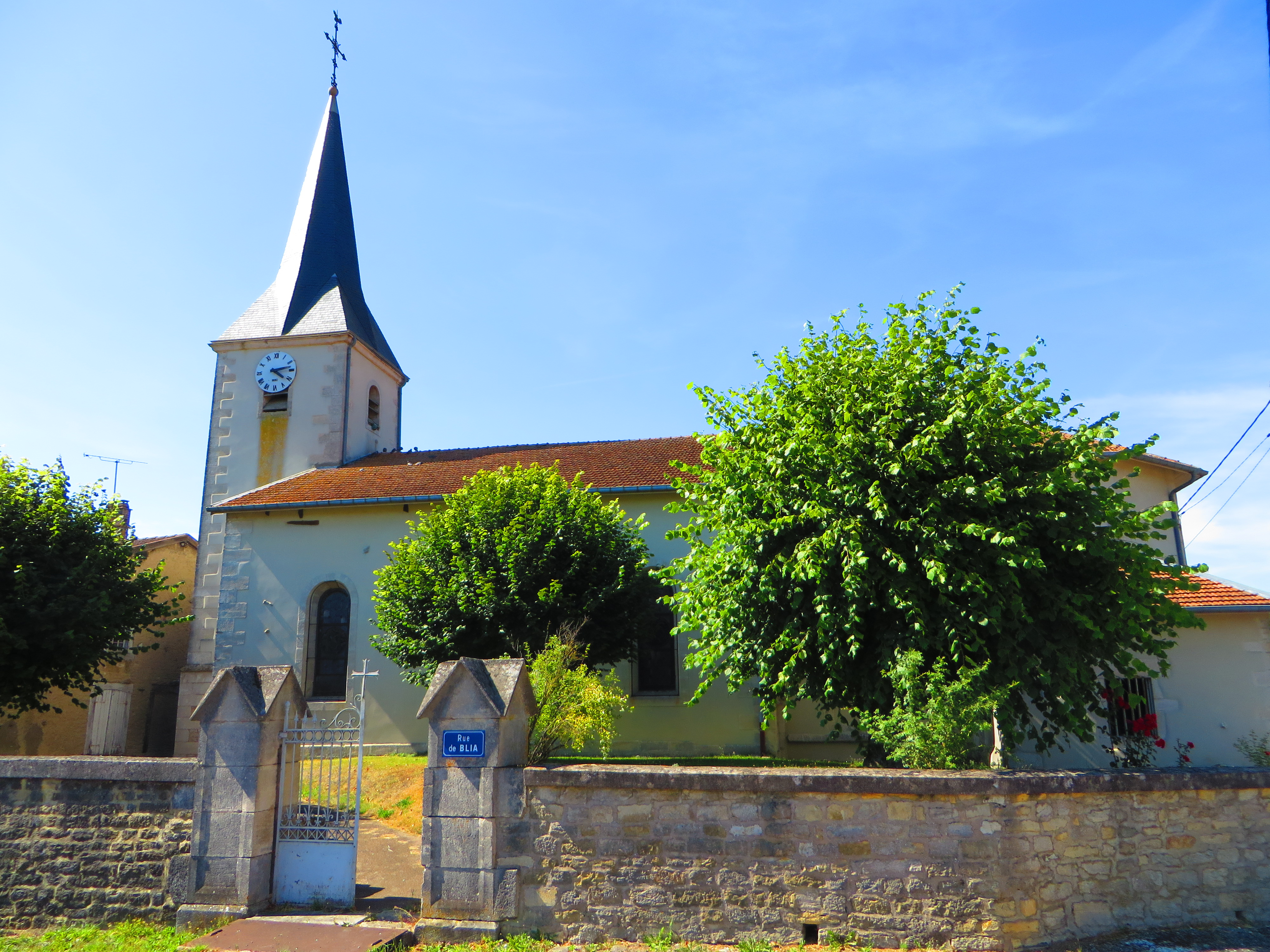
Kirche Saint-Airy

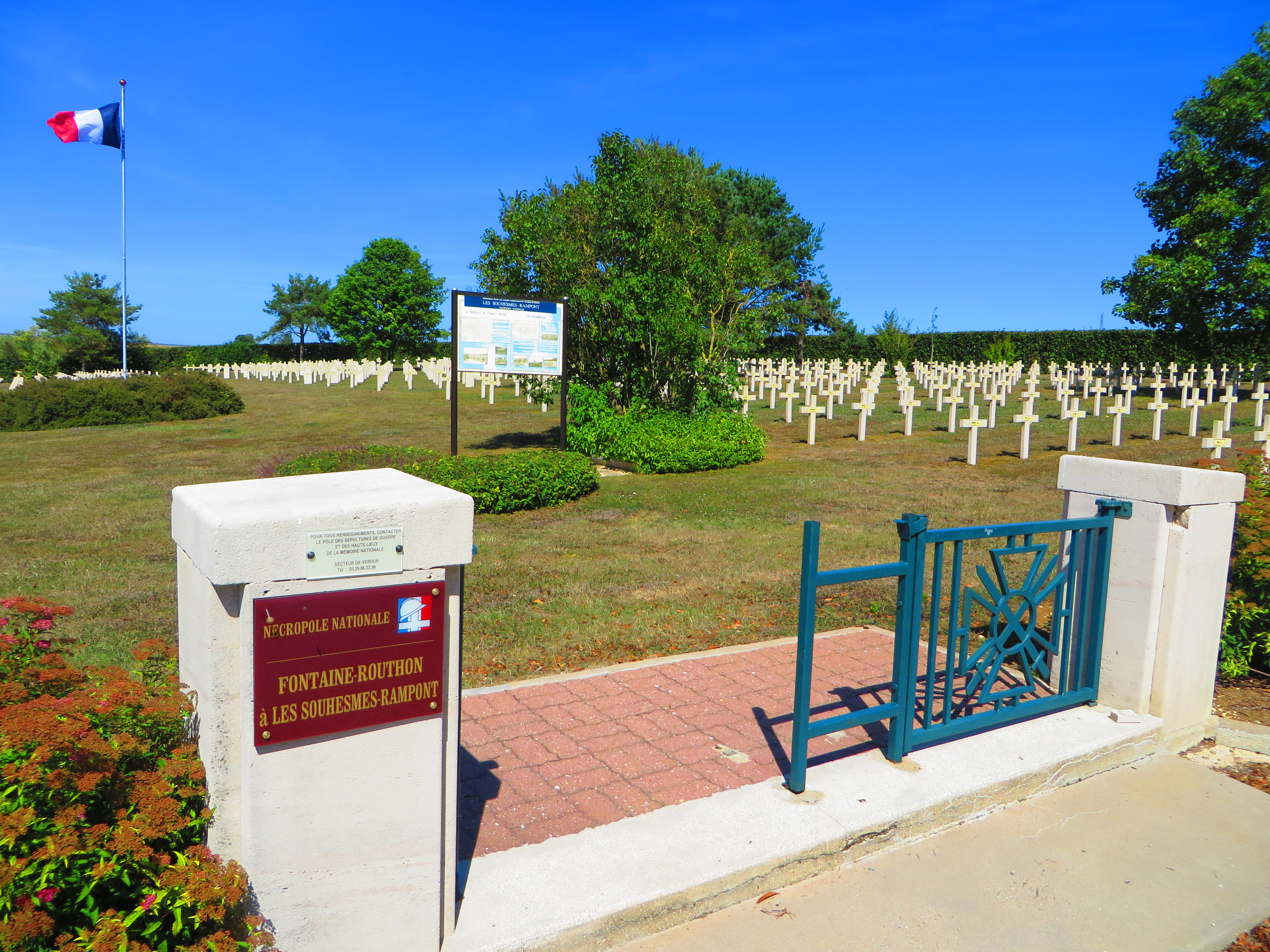
Französischer Soldatenfriedhof

| Jahr                       | 1962 | 1968 | 1975 | 1982 | 1990 | 1999 | 2010 | 2019 |
| Einwohner                  | 153  | 127  | 208  | 256  | 295  | 311  | 328  | 327  |
| Quellen: Cassini und INSEE |      |      |      |      |      |      |      |      |